# 深圳地下鉄MOVIA電車
MOVIA電車は、深圳地下鉄の直流通勤形電車である。

## 概要
深圳地下鉄MOVIA電車は、2004年の深圳地下鉄開業に備え、ドイツのボンバルディア・トランスポーテーション（Bombardier Transportation）社と中国の長春軌道客車（Changchun Railway Vehicles）社で製造された車両である。ボンバルディアでの社内呼称はMOVIA 456である。6両編成22本、合計132両製造され、深圳地下鉄を代表する車両である。第1編成のみボンバルディアドイツ工場で製作、2004年4月に深圳に到着し、残りの21本は長客で製造された。
本車両は、2004年12月28日に開業した1号線（羅宝線）で使用されている。

## 車輛編成
車輛番号は1xx1-1xx6と表示されており、其中のxxは編成番号を表している。（01-22）。編成両端の制御車以外、中間の4両は電動車である。